# Manipulació als mitjans de comunicació
La manipulació als mitjans de comunicació és una tàctica utilitzada per influir en les opinions i les actituds dels espectadors, lectors o oients, amb la finalitat de controlar la informació i, per extensió, la percepció del públic sobre determinats temes. Això es pot fer de diferents maneres, com ara mitjançant la selecció i la presentació parcial de la informació, la manipulació del llenguatge o la creació de narratives falses o exagerades. La manipulació als mitjans de comunicació pot tenir conseqüències perjudicials per a la societat, ja que pot limitar la capacitat dels individus per formar opinions crítiques i prendre decisions informades. Per això, és important que els mitjans de comunicació siguin objectius i transparents en la seva informació, i que els ciutadans estiguin conscients dels riscos de la manipulació en els mitjans de comunicació.